# Jerzy Zbigniew Piotrowski
Jerzy Zbigniew Piotrowski (ur. 6 czerwca 1955 w Kielcach) – polski inżynier budownictwa, profesor nauk technicznych, w latach 2008–2012 dziekan Wydziału Budownictwa i Inżynierii Środowiska Politechniki Świętokrzyskiej.

## Życiorys
Absolwent V Liceum Ogólnokształcącego w Kielcach (1974). W 1979 ukończył studia z zakresu budownictwa lądowego na Politechnice Świętokrzyskiej. Doktoryzował się w 1989 w Moskiewskim Instytucie Inżynieryjno-Budowlanym w Moskwie. Stopień naukowy doktora habilitowanego uzyskał w 2003 w Charkowskim Państwowym Uniwersytecie Budownictwa i Architektury w Charkowie. Tytuł naukowy profesora nauk technicznych otrzymał 30 grudnia 2015.
W 1979 podjął pracę na Politechnice Świętokrzyskiej, na której w 2005 objął stanowisko profesora nadzwyczajnego. W latach 2005–2008 był prodziekanem Wydziału Budownictwa i Inżynierii Środowiska PŚk, natomiast w kadencji 2008–2012 pełnił funkcję dziekana tego wydziału. Po utworzeniu Wydziału Inżynierii Środowiska, Geomatyki i Energetyki objął kierownictwo Katedry Fizyki Budowli i Energii Odnawialnej. Zatrudniony również na Uniwersytecie Technologiczno-Humanistycznym im. Kazimierza Pułaskiego w Radomiu.
Uzyskał uprawnienia budowlane, a w 1992 – tytuł rzeczoznawcy budowlanego. W latach 1993–2000 był rzeczoznawcą majątkowym. W 2003 został członkiem Sekcji Fizyki Budowli Komitetu Inżynierii Lądowej i Wodnej PAN. Specjalizuje się w fizyce budowli. Jest autorem wydanego trzykrotnie w latach 90. skryptu pt. Materiały pomocnicze do zajęć z przedmiotu budownictwo ogólne oraz artykułów naukowych, w tym w czasopismach wyróżnionych w JCR.
Odznaczony Złotym Krzyżem Zasługi (2002). Nagrodzony również Honorową Nagrodą – Statuetką Wydziału Inżynierii Środowiska, Geomatyki i Energetyki PŚk (2015)